# Bitka pri Tertryju

Bitka pri Tertryju  je bila pomembna bitka  med vojskama nevstrijskega in burgundskega majordoma Berharja na eni in avstrazijskega majordoma Pipina Herstalskega na drugi, ki se je dogajala leta 687 v sedanji severni Franciji. 
Obema  majordomoma je uradno vladal frankovski kralj Teoderik III.. Povod za izbruh sovražnosti je bila smrt nevstrijskega majordoma Varatona, ki je s Pipinom  sklenil mirovni sporazum oziroma sporazum o delitvi oblasti vfrankovskih državah.  V bitki pri Tertryju sta bili nevstrijska in burgundska vojska poraženi. Zmagoviti Pipin je prisilil kralja Teoderika, da je odstavil Berharja s položaja nevstrijskega majordoma in ga zamenjal s Pipinu zvestim Nordebertom. Mirovna pogodba je izrecno navajala Pipina kot glavnega majordoma za vse frankovske države.
Pipinova zmaga je omogočila, da so se po Teoderikovem nominalnem prevzemu vseh frankovskih držav po smrti brata in avstrazijskega kralja Dagoberta II. leta 679, te države tudi de facto  združile pod oblastjo enega samega majordoma. Zmaga je pomenila tudi spremembo političnega ravnotežja med  frankovskimi državami. Do tedaj dominantna zahodna ozemlja (Nevstrija) so se morala podrediti vzhodnim (Avstrazija), klan Pipina Herstalskega pa je ustvaril pogoje, da se pretvori v bodoče vladarje države oziroma Karolinško dinastijo.

## Vir
- Oman, Charles (1914). The Dark Ages, 476-918. 6. izdaja. London: Rivingtons.